# Pseudencyrtus misellus
Pseudencyrtus misellus är en stekelart som först beskrevs av Johan Wilhelm Dalman 1820.  Pseudencyrtus misellus ingår i släktet Pseudencyrtus och familjen sköldlussteklar. Arten är reproducerande i Sverige. Inga underarter finns listade i Catalogue of Life.